# Referendum in der Freien Stadt Danzig 1928
Das Referendum in der Freien Stadt Danzig 1928 war eine Volksabstimmung, bei der über zwei Vorschläge zur Verfassungsänderung abgestimmt wurde, welche die Verkleinerung des Volkstags der Freien Stadt Danzig zum Ziel hatten. Die Vorschläge scheiterten jedoch daran, die erforderliche Anzahl von Stimmen zu erreichen.

## Verlauf
1928 scheiterte der Versuch einer parlamentarischen Verfassungsänderung zur Verkleinerung des Volkstags. In der dritten Lesung am 27. Juni 1928 nahmen nur 74 Abgeordnete teil, so dass die notwendige Mehrheit nicht erreicht wurde. 
Am 9. Dezember 1928 kam es zu dem vorgeschriebenen Referendum. Die Bevölkerung hatte hierbei die Möglichkeit, zwei Änderungsvorschläge zu unterstützen. Der Antrag „Volkswille“ zielte darauf, die Zahl der Abgeordneten auf 72 zu reduzieren, der Vorschlag „Bürgerschutz“ wollte die Zahl sogar auf 61 reduzieren. Beide Anträge verfehlten die notwendige Zahl von 108.000 Stimmen. Der „Volkswille“ wurde von 73.284 Wählern, der „Bürgerschutz“ von 58.251 Wählern unterstützt. Somit war das Referendum gescheitert.
Mit Gesetz vom 4. Juli 1930, das am 27. Juni 1930 mit 92 Stimmen gegen die Stimmen der Kommunisten und bei 23 Enthaltungen angenommen wurde, wurde wenig später eine Verkleinerung des Volkstags auf 72 und des Senates auf 12 Mitglieder vorgenommen.